# The Undertones
The Undertones zijn een Noord-Ierse rockband uit Derry. De band bestond oorspronkelijk van 1975 tot 1983 en werd in 1999 heropgericht.

## Geschiedenis

### Oorspronkelijke bezetting
De band werd in 1975 opgericht en bestond uit de broers John en Damian O'Neill op gitaar, bassist Michael Bradley, drummer Billy Doherty en zanger Feargal Sharkey. In de beginjaren speelde de band enkel covers van andere bands. In 1977 begon de band eigen materiaal te vervaardigen en in 1978 kwam de debuutsingle Teenage Kicks uit. Dit nummer werd een hit, niet in de laatste plaats dankzij de hulp van de Engelse radio-diskjockey John Peel, die het nummer in zijn radioprogramma waardeerde met 28 sterren op een schaal van één tot vijf.
Van de vier albums in de oorspronkelijke bezetting gingen The Undertones (1979) en Hypnotised (1980) nog over jongerenzaken; op Positive Touch (1981) vond de Ierse kwestie zijn weerklank, met name in de blazersrijke single It's Going To Happen!. Voor The Sin Of Pride (1983) liet de band zich beïnvloeden door enerzijds Motown-artiesten als Smokey Robinson en anderzijds Britse bands als ABC. De tegenvallende verkoopresultaten leidden tot spanningen binnen de band, waarop de leden in juli 1983 uit elkaar gingen.

### Soloprojecten
- Sharkey bracht singles uit als gastzanger van The Assembly en in samenwerking met Madness; solo behaalde hij zijn grootste succes toen A Good Heart in 1985 een nr. 1-hit werd in diverse landen.
- John O'Neill vormde de bands That Petrol Emotion met broer Damian en Rare met zangeres Mary Gallagher.

### Reünie
In 1999 kwam de band opnieuw bij elkaar; alleen Feargal Sharkey bedankte omdat hij zijn zangcarrière inmiddels had beëindigd.                          Paul McLoone, tevens werkzaam als radiopresentator, nam zijn plaats in. Er volgden twee albums; Get What You Need (2003) en Dig Yourself Deep (2007). Tussendoor kwam in 2004 de documentaire The Undertones: Teenage Kicks uit; deze was drie jaar van tevoren opgenomen.
In 2012 verscheen de opvolger, Here Comes The Summer: The Story Of The Undertones, ditmaal zonder medewerking van Sharkey.
Speciaal voor Record Store Day werd in april 2013 de single Much Too Late uitgebracht in beperkte oplage.

## Singles
- Teenage Kicks (1978)
- Get Over You (1979)
- Jimmy Jimmy (1979)
- Here Comes The Summer (1979)
- You've Got My Number (Why Don't You Use It?) (1979)
- My Perfect Cousin (1980)
- Wednesday Week (1980)
- It's Going To Happen! (1981)
- Julie Ocean (1981)
- Beautiful Friend (1981)
- The Love Parade (1982)
- Got to Have You Back (1982)
- Chain of Love (1983)
- Teenage Kicks (Heruitgave, 1983)

## Albums
- The Undertones (1979)
- Hypnotised (1980)
- Positive Touch (1981)
- The Sin of Pride (1983)
- The Peel Sessions Album (The Undertones) (1989)
- Get What You Need (2003)
- Listening In: Radio Sessions 1978-1982 (Live) (2004)
- Dig Yourself Deep (2007)

## Compilatiealbums
- All Wrapped Up (1985)
- Cher O'Bowlies - The Pick of the Undertones (1988)
- The Very Best of The Undertones (1994)
- True Confessions (Singles = A's & B's) (2000)
- The Best of The Undertones (Teenage Kicks) (2003)